# Богданов, Юрий Александрович
Ю́рий Алекса́ндрович Богда́нов (2 февраля 1972, Москва) — профессор Российской академии музыки им. Гнесиных, солист Московской государственной академической филармонии, пианист, Заслуженный артист Российской Федерации (2006), профессор.

## Биография
Родился 2 февраля 1972 года. Начал заниматься игрой на фортепиано с 4-летнего возраста под руководством выдающегося педагога Анны Даниловны Артоболевской. Одновременно занимался композицией под руководством Т. Н. Родионовой. В 1990 году закончил Центральную среднюю специальную музыкальную школу при Московской консерватории, в 1995 — Московскую государственную консерваторию им. П. И. Чайковского (с отличием) и ассистентуру-стажировку при МГК им. П. И. Чайковского в 1997 году. Его педагогами в ЦМШ были А. Д. Артоболевская, А. А. Мндоянц, А. А. Наседкин; в консерватории — Т. П. Николаева; в ассистентуре — стажировке А. А. Наседкин и М. С. Воскресенский.
Юрий Богданов удостоен наград и званий лауреата на международных конкурсах: им. И. С. Баха в Лейпциге 1992 г. (III премия) им. Ф.Шуберта в Дортмунде в 1993 г. (II премия), им. Ф.Мендельсона в Гамбурге в 1994 г. (III премия) им Ф.Шуберта в Вене в 1995 г. (Гран-при), им. Эстер-Хоненс в Калгари (IV премия), им. С.Зайлера в Китцингене в 2001 г. (IV премия). Ю.Богданов победитель фестиваля «Апрельская весна» в Пхеньяне в 2004 г. и обладатель специального приза на международном конкурсе пианистов в г. Сиднее в 1996 г. В 1992 году пианисту была присуждена первая в России стипендия им. А. Н. Скрябина, в доме-музее которого Юрий Богданов в 1989 году сыграл свой первый сольный концерт.
С тех пор пианист ведет активную концертную деятельность, выступал более чем в 130 городах России и ближнего зарубежья. Гастролировал в Австрии, Австралии, Азербайджане, Албании, Аргентине, Армении, Белоруссии, Бельгии, Болгарии, Германии, Греции, Израиле, Испании, Италии, Казахстане, Канаде, Канарских островах, Китае, Мексике, Нидерландах, Норвегии, Польше, Северной Корее, Сербии, Словакии, США, Туркменистане, Украине, Уругвае, Франции, Швейцарии, Эстонии, Японии. С 1997 года Ю.Богданов — солист Московской Государственной Академической Филармонии. Выступал в лучших концертных залах Москвы, включая Большой зал МГК им. П. И. Чайковского и Концертный за им. П. И. Чайковского, в качестве солиста играл с симфоническими оркестрами Гостелерадио России, Кинематографии, Московской филармонии, Государственной академической симфонической капеллой России, «Гнесинские виртуозы», Deutsche Kammerakademie, Calgary Philharmonic, Государственным симфоническим оркестром под управлением В.Понькина, Государственным симфоническим оркестром под управлением В.Дударовой, Симфоническим оркестром Москвы «Русская филармония», Дальневосточным академическим, Симфоническим оркестром Приморского театра оперы и балета, Симфоническим оркестром Мурсии (Испания), Кубанским симфоническим оркестром, Montevideo Philharmonic, Телевидения и радио Албании, Брянским губернаторским, Orchestra Sinfonica di Sanremo и другими. Пианист сотрудничал с дирижёрами: В.Полянским, В.Понькиным, П.Сорокиным, В.Дударовой, С.Скрипкой, Э.Серовым, М.Хохловым, И.Горитским, М.Бернарди, Д.Шаповаловым, А.Политиковым, П.Ядых, А.Гуляницким, Е.Непало, Э.Дядюрой, И.Дербиловым, А.Лубченко, С.Тарариным, Д.Ивенским, И.Вербицким, Э.Амбарцумяном, К.Крузом, Й.Ригером, К.Фицнером, В.Мартиросяном и др.
Пианист записал 10 компакт дисков. Диск из произведений Франца Шуберта признан Венским институтом им. Ф. Шуберта лучшей записью произведений Шуберта в мире в 1996 году. Юрий Богданов ведёт педагогическую деятельность в Российской академии музыки им. Гнесиных. В марте 2010 г. Ю.Богданову присвоено учёное звание доцента. С апреля 2012 года Юрий Богданов — профессор РАМ им. Гнесиных. В сентябре 2019 г. музыканту присвоено учёное звание профессора. Среди его учеников много лауреатов международных конкурсов и фестивалей. Музыкант участвовал в работе жюри многих международных, всероссийских и региональных конкурсов пианистов: «Призвание» (Москва, 1995), им. Т.Николаевой (Брянск, 1996, 1998, 2000, 2002, 2006, 2008, 2011, 2014), им. А.Артоболевской (Москва, 1999, 2002, 2009, 2012, 2017), на присуждение стипендии им. А.Скрябина (Москва, 1996—1999, 2001, 2003—2007, 2009, 2013—2015).
В репертуар пианиста входят сольные, камерные сочинения и концерты для фортепиано с оркестром: И. С. Баха, Д.Скарлатти, Г. Ф. Генделя, Дж. Тартини, И.Гайдна, В. А. Моцарта, Л. В. Бетховена, Ф.Шуберта, Ф.Мендельсона, Ф.Шопена, Р.Шумана, К.Шуман, Ф.Листа, Й.Брамса, В.Рабля, Э.Грига, С.Франка, Де Фальи, И.Альбениса, К.Дебюсси, М.Равеля, Д.Мийо, Ф.Пуленка, П.Хиндемита, П.Владигерова, А.Гордона Белла, Л.Лахенмана, Н.Метнера, М.Мусоргского, П.Чайковского, А.Аренского, А.Скрябина, С.Рахманинова, С.Прокофьева, Д.Шостаковича, Т.Хренникова, С.Губайдулиной, А.Шнитке, А.Розенблата, С.Шустицкого и др.
Приглашается Министерством Культуры РФ для проведения мастер-классов в творческих школах для одаренных детей в различных регионах России и за рубежом. Является одним из учредителей и вице-президентом музыкального фонда им. А. Д. Артоболевской и Международного благотворительного фонда Ю.Розума. В декабре 2005 года президиум Российской академии естественных наук избрал Юрия Богданова членом-корреспондентом Академии по секции «Гуманитарные науки и творчество», а в 2017 действительным членом РАЕН. Музыкант награждён серебряным орденом «Служение искусству» Международного благотворительного фонда «Меценаты столетия» и медалью «Честь и польза» движения «Добрые люди мира». В марте 2006 года пианисту присвоено почётное звание «Заслуженный артист России». Юрий Богданов является художественным руководителем проекта «Где рождается искусство» и основателем общественного движения «Экология культуры». С 2007 по 2017 гг. имя музыканта удостоено дипломов 10-20 изданий библиографического справочника «Кто есть кто» (русское издание). Осенью 2008 года руководство фирмы производителя роялей и пианино «Steinway & Sons» выбрало Юрия Богданова артистом «Steinway». В 2012 г. в городе Сочи под руководством Ю.Богданова стартовал Международный музыкально-экологический фестиваль искусств «Прометей», вошедший в программу года музыки Культурной олимпиады. В 2013 году музыкант основал фортепианный фестиваль «Подмосковные вечера искусств» в городах Московской области, а в 2015 году I Всероссийский интернет-конкурс «Музыкальные таланты России». С 2016 года Юрий Богданов — художественный руководитель международного фестиваля «Красногорск музыкальный», а с 2018 — Фонда поддержки современных композиторов «Новые классики». В 2019 при участии Фонда президентских грантов и при поддержке Россотрудничества музыкант провёл фестиваль Русской музыки в мировых столицах и отбор молодых пианистов для их участия в Первом международном конкурсе Русской музыки в г. Рязань, художественным руководителем которого также является Юрий Богданов.

## Награды и звания
- Заслуженный артист Российской Федерации (27 марта 2006 года) — за заслуги в области искусства[1]
- Почётный знак «За заслуги в развитии культуры и искусства» (27 ноября 2014 года, Межпарламентская ассамблея СНГ) — за значительный вклад в формирование и развитие общего культурного пространства государств — участников Содружества Независимых Государств, реализацию идей сотрудничества в сфере культуры и искусства[2]
- учёное звание доцента (март 2010)
- учёное звание профессора (сентябрь 2019)

### Музыкальные награды
- Международный конкурс им. И. С. Баха в Лейпциге (I премия) (1992)
- Международный конкурс им. Ф. Шуберта в Дортмунде (II премия) (1993)
- Международный конкурс им. Ф. Мендельсона в Гамбурге (III премия) (1994)
- Международный конкурс им. Ф. Шуберта в Вене (Гран-при) (1995)
- Международный конкурс им. Эстер-Хоненс в Калгари (IV премия)
- Обладатель специального приза на международном конкурсе пианистов в Сиднее (1996)
- Международный конкурс им. С. Зайлера в Китцингене (IV премия, 2001)
- Победитель фестиваля «Апрельская весна» в Пхеньяне (2004)

## Дискография
- Ф. Шуберт — Сонаты: D.575 и D.664, Пьесы. «Мелодия» 1998 г. MEL CD 10 00454
- А. Скрябин — Сонаты № 2, 9, Пьесы для ф-но. «Мелодия» 1998 г. MEL CD 10 00637
- А. Скрябин — Произведения для ф-но. «Мелодия» 1999 г. MEL CD 10 00643
- Ф. Лист — Баллада № 2, Легенда № 2. Соната h moll «Gold club» 2004 г.
- И. С. Бах — 24 прелюдии и фуги из 1-го и 2-го томов ХТК (2 CD) «Gold club» 2006 г.
- Романтическое фортепиано. Шуберт / Лист / Скрябин (mp3). РМГ Рекордз 2007 г., 239 мин. RMG 3157 МР3
- «Осенний вальс». Романсы на стихи Владимира Масалова. Композитор и исполнитель Юрий Богданов «Gold club» 2008 г.
- Юрий Богданов играет Шопена (2 CD) «Classical Records» 2011 г. CR-146
- И. С. Бах — 24 прелюдии и фуги из 1-го и 2-го томов ХТК (2 CD) «Vista Vera» WCD-00234
- A. Scriabin — Sonatas No. 2 & 9, 24 Preludes op. 11, Fantasie. «Neue Sterne» 2014 г. NST8
- Петр Ильич Чайковский — Времена года. Детский альбом. «Classical Records» 2018 г. CR-179